# 加洛斯·洛迪古斯
加洛斯·洛迪古斯·摩連拿（Carlos Rodríguez Molina，1988年2月17日—），生於西班牙埃爾切德拉謝拉，西班牙足球運動員，司職左中場。

## 球員生涯
加洛斯生於西班牙埃爾切德拉謝拉，在2009/10球季開始已在西班牙乙組及丙組上陣，而且一直保持穩定的上陣時間。在過去四季效力過五支西乙B聯賽球隊，連同西班牙國王盃及西乙B升班附加賽共上陣117場，包括71場正選，上陣時間逾6200分鐘，共取得24個入球。他曾於2016年球季與前傑志球員保殊做隊友為利達爭升班。
2016年8月，加洛斯轉投西乙B球會美利達，並再前傑志球員卡斯干合作。當季他為美利達上陣29場，當中有15場正選及14場後備上陣，合共取得3球。總計八個球季，加洛斯上陣128場，合共6332分鐘錄得32球與5個助攻。
2017年6月，加洛斯來港加盟港超聯球會冠忠南區，但他因屢受傷病困擾及未能適應香港環境，於半季內在各項賽事僅上陣3場，直到2018年1月14日離隊。

## 球會榮譽
洛爾卡
- 西班牙聯合會盃亞軍（西班牙语：Copa Federación）（2012–13季度）

## 外部連結
- 香港足球總會網頁球員註冊資料（页面存档备份，存于）